# Kamil Glik
Kamil Jacek Glik (3 de febrer de 1988 a Jastrzębie Zdrój) és un futbolista polonès que actualment juga de defensa central al Benevento.

## Carrera internacional
Glik actualment juga en la selecció de futbol de Polònia, havent fet el seu debut el gener del 2010 en la Copa del Rei contra Tailàndia. Anteriorment, va representar Polònia en les categories sub-21 i sub-19.